# Hermann Gerigk
Hermann Gerigk (* 8. Mai 1924 in Allenstein (Ostpreußen); † 5. Februar 1960 in Berlin) war nach dem Zweiten Weltkrieg ein Funktionär der neugegründeten CDU Brandenburg und Abgeordneter im brandenburgischen Landtag und in der Volkskammer.

## Leben
Hermann Gerigk war während der Zeit des Nationalsozialismus Hitlerjugendführer in Ostpreußen. Nach 1945 wurde er Mitglied der CDU. Er arbeitete als Neulehrer und wurde Schuldirektor in Eberswalde. Er arbeitete als informeller Mitarbeiter des KGB und versorgte die Besatzungsmacht mit Spitzelberichten über die brandenburgische CDU. Im Rahmen der Gleichschaltung der CDU machte Gerigk 1950 einen Karrieresprung.
Er kandidierte als Kreisvorsitzender der CDU in Potsdam. Zwar erhielt Ludwig Baues (der später in Haft umkommen sollte) erheblich mehr Stimmen als Gerigk, dennoch bestimmte die SMAD Gerigk als Kreisvorsitzenden. Er wurde Oberregierungsrat im Kultusministerium und von März 1950 bis Dezember 1950 mit 26 Jahren Bürgermeister von Potsdam.
Der bisherige CDU-Bürgermeister von Potsdam, Erwin Köhler, wurde im März 1950 nach Denunziation von Hermann Gerigk verhaftet. Mit ihm erfolgte die Verhaftung einer Reihe von CDU Stadtverordneten, darunter Franz Schleusener. Schleusener starb im „Lindenhotel“ in DDR-Haft. Erwin Köhler und seine Frau Charlotte verurteilte ein sowjetisches Militärtribunal zum Tode. Beide wurden 1951 in Moskau erschossen.
Am 24. Mai 1950 ersetzte Hermann Gerigk Karl Grobbel als Landesvorsitzenden der brandenburgischen CDU. Nach den Landtagswahlen in der DDR 1950 war er Mitglied des Landtags von Brandenburg und wurde dort stellvertretender Parlamentspräsident. Im gleichen Jahr wurde er auch Abgeordneter der ersten regulären Volkskammer, nachdem er im Jahr zuvor bereits Mitglied des Volksrats und der provisorischen Volkskammer gewesen war.
Er war Mitglied im Zentralrat der FDJ und des Zentralvorstandes der Ost-CDU. 1952 wurde er seiner Ämter und Mandate enthoben.
Auf dem 75. Deutscher Katholikentag in Berlin wurde er verhaftet und saß vom August 1952 bis März 1953 in West-Berlin in Untersuchungshaft. Nach einem kurzen Aufenthalt in Vechta leitete er in Westdeutschland ein katholisches Jungengymnasium. Von 1957 bis 1960 arbeitete Gerigk als Stadtbilderklärer in Berlin. 1960 wurde er wieder in West-Berlin verhaftet, da er gefälschte Ausweisdokumente mit sich führte. Er vergiftete sich in Untersuchungshaft. Westliche Medien vermuteten einen geheimdienstlichen Hintergrund.